# Balikh
De rivier de Balikh (Arabisch: البليخ) is een jaarrivier die ontspringt in de bron van 'Ayn al-'Arus (Syrië), vlak bij de grens met Turkije. De rivier vloeit naar het zuiden tot de stad Ar-Raqqah waar zij uitmondt in de Eufraat. Het is al duizenden jaren een belangrijke bron van water voor de streek en is gedeeltelijk gekanaliseerd. Vroeger stroomde zij nog een stuk evenwijdig aan de Eufraat alvorens erin uit te monden, maar dat is nu kortgesloten.
De voornaamste bron van de Balikh is een karstbron. Afhankelijk van het jaargetijde ontvangt de rivier ook water uit een aantal seizoensrivieren die er in uitmonden en die hun water ontvangen van de vlakte van Harran in het noorden en de vlaktes aan beide zijden van de rivier. Dit zijn de Jullab, de Wadi Qaramogh en de Wadi al-Cheder. De Jullab komt van bronnen ten noorden van Şanlıurfa, maar staat gewoonlijk al droog bij Harran voordat hij de Balikh bereikt. Talrijke nu droogstaande putten in de oude stad van Harran doen vermoeden dat in het verleden de waterspiegel een stuk hoger geweest is.
De Wadi al-Cheder watert de vlakte ten oosten van het Balikhdal af en wordt zelf gevoed door de Wadi al-Burdj en de Wadi al-Hamar. Deze laatste wordt op zijn beurt gevoed door de Wadi Chuera. Deze seizoensrivieren kunnen net als de Wadi Qaramogh, aanzienlijke hoeveelheden water vervoeren na hevige regenval, getuige de grote kalkstenen blokken in hun beddingen, maar zij staan ook geregeld droog gedurende een jaar.

## Geschiedenis
De streek rond de Balikh kent een rijke geschiedenis. Er zijn resten van nederzettingen gevonden die teruggaan tot op het 6e millennium v.Chr., de laatste fase van het neolithicum. In de bronstijd van het 3e millennium waren Tuttul, vlak bij het huidige Ar-Raqqah en Tell Chuera belangrijke steden. Het was een gebied waar landbouwers en nomaden met elkaar geconfronteerd werden en het klimaat bevoordeelde soms de ene groep soms de andere.
In de Klassieke oudheid werd de streek Osrhoene genoemd, met Edessa (nu Şanlıurfa) als hoofdstad. Ook in de tijd van de kruistochten was dit een belangrijke stad. Het is niet ver naar de stad Harran en het "Ur der Chaldeeën" van waaruit de Bijbelse aartsvader Abraham vertrok, kan best weleens het " heilige Urfa" (Turks: Şanlıurfa) geweest zijn.

## Archeologie
Al in de 19e eeuw trok de streek de belangstelling van archeologen, maar de eerste echte opgravingen werden verricht door de Engelse archeoloog Sir Max Mallowan (de echtgenoot van de schrijfster Agatha Christie). Hij bracht er zes weken door met het onderzoeken van vijf vindplaatsen die dateerden van het 7e tot het 2e millennium v.Chr. Een van de oudste plaatsen Tell Sabi Abyad, wordt nu onderzocht onder leiding van de Nederlandse archeoloog Peter Akkermans.

### Opgravingen rond de Balikh
- Tell Bi'a (Tuttul)
- Tell Balabra (aan de Wadi Qaramogh)
- Tell Chuera (Assyrisch: Harbe; aan de Wadi Chuera)
- Tell Hammam et-Turkman
- Tell Jidle
- Tell Sabi Abyad
- Tell Sahlan
- Tell as-Saman